# Relations entre le Brésil et la Russie
Les relations entre le Brésil et la Russie ont connu une amélioration significative ces dernières années, caractérisées par une augmentation des échanges et de la coopération dans les technologies et segments militaires. Actuellement, le Brésil a une alliance importante avec la fédération de Russie, avec des partenariats dans des domaines tels que la technologie spatiale, militaire et les télécommunications.
Une enquête publiée par BBC News en 2013 a révélé que 38 % des Russes voient l'influence du Brésil de manière positive et 8 % sous une forme négative. Le Brésil et la Russie sont membres du groupe BRICS.
Les relations russo-brésiliennes sont traditionnellement étroites, caractérisées par une importante coopération dans les secteurs commercial, militaire et technologique. Actuellement, le Brésil est un partenaire important de la fédération de Russie avec des intérêts communs dans la technologie spatiale, la technologie militaire, la technologie des communications et d'autres segments. En 2012, le Brésil représentait 0,7 % du chiffre d'affaires de la Russie, le volume du commerce extérieur était de 5,9 milliards de dollars EU, y compris les exportations russes de 2,8 milliards de dollars EU.

## 20ᵉ siècle
La relation Brésil-URSS a connu plusieurs variations dans le contexte mouvementé du XXe siècle. Peu de temps après la révolution bolchevique, le Brésil rompt ses relations avec la Russie révolutionnaire.
• Entre 1917-1945 : le Brésil n'entretient pas de relations officielles avec l'URSS ;
• Entre 1945-1947 : après avoir participé au bloc des alliés pendant la Seconde Guerre mondiale, le Brésil a commencé à entretenir des relations diplomatiques avec l'URSS ;
• Entre 1947-1959 : le gouvernement Dutra rompt les relations avec l'URSS en raison de la croissance du PCB au Brésil ;
• Entre 1959-1961 : le gouvernement JK entame un processus de dialogue avec l'URSS, approfondi par la Politique étrangère indépendante de Jânio Quadros et abouti à la normalisation des relations sous la présidence de João Goulart ;
Après la révolution d'Octobre 1917, les relations diplomatiques entre les deux pays ont été interrompues pendant plus de deux décennies. Les relations entre l'URSS et le Brésil étaient difficiles, en grande partie parce que les autorités du pays latino-américain avaient peur "d'exporter la révolution". Au Brésil, jusqu'au début des années 1980, il y avait une censure très stricte, et les livres à contenu révolutionnaire trouvés en prison étaient déclarés "instruments de crime politique".

## XXIesiècle
En 2001, une commission de haut niveau dirigée par le vice-président brésilien de l'époque, Marco Maciel, et le Premier ministre russe de l'époque, Mikhail Kassianov, ont établi plusieurs accords bilatéraux à long terme, initiant un partenariat stratégique entre les deux pays.
Poursuivant le développement des relations bilatérales, l'ancien vice-président du Brésil José Alencar s'est rendu à Moscou en septembre 2003 pour rencontrer le président de la fédération de Russie Vladimir Poutine et les membres de son cabinet. Les pays ont signé le "pacte russo-brésilien sur la technologie et les fournitures militaires" - un accord important dans les domaines de la technologie spatiale, de la défense antimissile et de la fourniture d'armes. Lors de ce voyage, José Alencar s'est rendu à Moscou en septembre 2003 pour une rencontre avec le président russe Vladimir Poutine et les membres de son cabinet. Les deux pays ont signé un pacte de transfert technologique et militaire, un accord important dans le domaine de la technologie spatiale, de la défense antimissile et du transfert d'armes militaires. À l'invitation du président brésilien Luiz Inácio da Silva, Vladimir Poutine a effectué une visite officielle au Brésil le 22 novembre 2004,,.
Le gouvernement brésilien maintient une position de neutralité dans le conflit en Ukraine, tout en condamnant l'invasion russe à l'ONU. Le président Lula da Silva a ainsi refusé de fournir des munitions de chars demandées par l'Allemagne pour être transmises à l'Ukraine. Le président brésilien s'est opposé à une telle opération, arguant « qu'il ne valait pas la peine de provoquer les Russes ». Le Brésil est fortement dépendant des importations d'engrais russe pour son agro-industrie, et refuse depuis le début de la guerre d'adopter les sanctions occidentales envers Moscou. Lula, en dépit de ses positions politiques opposées, rejoint ainsi son prédécesseur Jair Bolsonaro « dans la conviction qu'il faut se montrer indulgent envers Vladimir Poutine ».

## Commission de haut niveau sur la coopération russo-brésilienne (CAN)
La Commission de Coopération de Haut Niveau russo-brésilienne (CAN) a été créée en 1997. Il s'agit d'un mécanisme bilatéral co-présidé par les deux pays. Son principal objectif est de définir la stratégie et les orientations pour le développement des relations bilatérales dans divers domaines : politique, économique, scientifique, technologique et industriel. 
La CAN comprend ainsi :
- Commission intergouvernementale russo-brésilienne de coopération commerciale, économique, scientifique et technique (IPC),
- Commission des questions politiques (commission politique)[6].

## Commerce Brésil-Russie
L'effondrement de l'URSS a entraîné un déclin à court terme du commerce russo-brésilien. En 1992, le commerce bilatéral n'atteignait que 22 millions de dollars. Cependant, bientôt, le chiffre d'affaires a commencé à croître et en 1997, il a atteint 1,1 milliard de dollars. Depuis lors, le Brésil est devenu le premier partenaire commercial de la Russie en Amérique latine et l'est resté dans les années 2000 et au début des années 2010.

## Investissements brésiliens en Russie
Le volume des investissements brésiliens en Russie au cours des décennies 2000-2010 était faible. La création, en 2004, du Conseil des hommes d'affaires de Russie et du Brésil (plus tard rebaptisé Conseil des affaires de Russie et du Brésil) a donné une sorte d'impulsion à la pénétration des entrepreneurs brésiliens dans la fédération de Russie. Malheureusement, dans les années 2000, seuls deux grands projets d'investissement brésiliens ont été mis en œuvre en Russie. En décembre 2007, une usine de production de produits semi-finis à base de viande Concordia a été mise en service dans la région de Kaliningrad avec la société russe Miratorg (un investisseur brésilien y a investi environ 40 millions de dollars). Toutefois, après les résultats de 2008, la société a subi des pertes, après quoi la partie brésilienne a vendu sa participation à Mirator. En 2007, la société brésilienne "Marcopolo SA" a commencé la production d'autobus en fédération de Russie sur la base de deux sociétés russes, investissant approximativement 300 millions de roubles, mais déjà en 2009, cette société a également annoncé son départ de la coentreprise. Néanmoins, l'entreprise ne s'est pas désintéressée de la Russie. En 2014, une nouveauté a été présentée à KAMAZ - un bus urbain bas de gamme produit conjointement par une société russe et Marcopolo SA.

## Coopération éducative
Traditionnellement, relativement peu d'étudiants brésiliens étudiaient dans les universités russes : par exemple, l'université RUDN, la principale source de personnel en URSS pour les pays en développement, a diplômé 186 Brésiliens en 1966-2008 (3,8 % des diplômés latino-américains de cette université).